# Janghye av Gojoseon
Kung Janghye var den andra kungen av Gija Joseon. Han regerade från 1082 till 1057 f.Kr. Hans personnamn var Song (松/송). Han efterträddes av Gyeonghyo av Gojoseon.